# Ant Group
Ant Group, anciennement Ant Financial, est une entreprise financière chinoise et une ancienne filiale de Alibaba Group. Elle gère notamment le service Alipay.

## Histoire
Ant Financial est créée en octobre 2004, à partir du service Alipay.
Elle développe le système d'évaluation du crédit social individuel Sesame Credit.
En janvier 2017, Alibaba via Ant Financial, annonce l'acquisition de MoneyGram pour 880 millions de dollars, hors reprise de dettes.
En 2018, la société est valorisée aux alentours de 150 milliards de dollars. En mai 2018, la société annonce une levée de fonds de plus de 10 milliards de dollars dans le but de s'internationaliser et d'investir dans son développement technologique.
En décembre 2018, elle signe un partenariat avec Natixis pour déployer son portefeuille électronique Alipay en France. L'objectif est de permettre aux touristes chinois de payer leurs achats chez les commerçants français en utilisant leur téléphone portable.
En février 2019, Ant Financial annonce l'acquisition de WorldFirst, une entreprise britannique de transaction financière.
Le système de paiement Alipay permet à Ant Financial d'amasser un grand nombre d'informations personnelles, telles que le détail des achats en magasin, des déplacements en taxis, ou encore des factures. D'après un porte-parole de l'entreprise : « Avec le consentement de l’utilisateur, Sésame collecte et analyse cinq types de données, recueillies via la plate-forme Alipay, mais aussi via d’autres grandes plates-formes partenaires. Ces données sont les transactions d’achat, le remboursement de petits prêts à la consommation, le patrimoine immobilier et les produits financiers de l’utilisateur, son profil personnel — tel que son niveau de diplôme et ses loisirs — et ses transferts d’argent effectués auprès d’autres utilisateurs Alipay », Ces données sont notamment exploitées par les autorités chinoises afin de constituer son système de crédit social.
En octobre 2020, Ant Group annonce s'effectuer une introduction en bourse record, en ayant pour objectif de lever l'équivalent de 34,4 milliards de dollars à la bourse de Hong Kong, après en avoir déjà effectué en 2014 et en 2018/2019, des introductions en bourse pour 25 et 11 milliards de dollars respectivement. En novembre 2020, juste avant la mise en place de cette introduction, celle-ci est reportée par les autorités chinoises. Cette décision fait suite à une intervention de Jack Ma en octobre où il critiquait le système bancaire chinois ,.
En septembre 2021, les autorités chinoises demanderaient à Alipay et Ant Group de scinder leurs activités de paiement et de crédit, après avoir ordonné déjà à ceux-ci de séparer les activités de crédit à la consommation et de cartes de crédit. 
En janvier 2023, les autorités chinoises autorisent Ant Group à effectuer une levée de fonds avec un objectif de 1,5 milliard de dollars. 